# Dieunomia nevadensis
Dieunomia nevadensis là một loài Hymenoptera trong họ Halictidae. Loài này được Cresson mô tả khoa học năm 1874.